# Al-Qàhir (abbàssida)
Abu-Mansur Muhàmmad al-Qàhir bi-L·lah (àrab: أبو منصور محمد القاهر بالله, Abū Mansūr Muḥammad al-Qāhir bi-Llāh), més conegut per la primera part del seu làqab com al-Qàhir (899-951), califa abbàssida de Bagdad (931-934). Era fill del califa al-Mútadid (892-902).
El març de 929 fou proclamat per unes hores califa en un cop d'estat de palau que va fracassar. El 932 el seu germà el califa al-Múqtadir (908-932) va morir en una sortida contra l'emir Munis al-Khadim. Després d'això calia escollir un nou califa i els notables, per por de la revenja d'un fill d'al-Múqtadir en les seves persones, van escollir al-Qàhir (31 d'octubre del 932) tot i la desaprovació de Munis que afavoria la candidatura d'Àhmad, fill d'al-Múqtadir.
Va tractar malament la seva mare a la qual va confiscar els béns; també va maltractar els fills del seu germà enderrocat i els funcionaris de l'anterior califa, tots els quals van patir tortures. Part del poder restava no obstant en mans de l'emir Munis. Al-Qàhir va cridar al govern Abu-Alí Muhàmmad ibn Alí ibn Muqla i li va confiar el govern com a visir durant uns sis mesos (932-933) però al final Ibn Muqla va trobar l'oposició del mateix califa (que volia reforçar la seva pròpia autoritat). El califa va frustrar el conflicte amb el camarlenc Ibn Yalbak i va fer arrestar Munis que participava en un complot que havia de portar al tron a Ahmed fill d'al-Múqtadir (que fou emparedat viu). Ibn Muqla que intrigava pel seu costat per eliminar el sobirà fou descobert i va haver de fugir (juliol del 933). La crisi financera era important i les mesures del govern no milloraven la situació. Va nomenar com a nou visir Muhàmmad ibn al-Qàssim ibn Ubayd-Al·lah que va donar suport a la política del califa d'hostilitat contra els xiïtes. Poc després el califa va ordenar executar Ibn Yalbak i Munis, i es va proclamar al-mutakim min-ada din Allah (títol que va aparèixer a les monedes).
Al-Qàhir es va desfer també aviat del visir Muhammad ibn al-Kasim i el va substituir per Àhmad al-Khassibí, que no va poder fer front a la crisi financera. L'ex visir Ibn Muqla conspirava amb la guàrdia sadjita del palau que va donar un cop d'estat el 24 d'abril del 934 i va deposar el califa. Fou proclamat califa un fill d'al-Múqtadir que va regnar amb el nom d'ar-Radi (934-940) amb Ibn Muqla com a visir. Al-Qàhir fou pressionar per abdicar però s'hi va negar i el cap de la guàrdia sadjita el va fer cegar amb l'acord del nou califa.
Va romandre presoner 11 anys, fou alliberat el 945 per ordre del califa al-Mustakfí (944-946). Se'l va veure cec, vestit amb draps de captaire i amb sandàlies de fusta. Va morir l'octubre del 950.